# Gentoo Linux
Gentoo Linux е специална GNU/Linux дистрибуция, която може да се оптимизира за всякакви нужди. Gentoo използва пакетната система Portage. Чрез нея потребителят компилира всички програми от изходен код и ги оптимизира за системата си.
С помощта на технология наречена Portage, Gentoo Linux може да бъде сигурен сървър, работна станция, професионален десктоп или система за игри. Поради почти неограничената ̀и способност за пригодяване за различни цели, Gentoo Linux може да бъде наречена мета-дистрибуция.

## Какво е Portage?
Portage е сърцето на Gentoo Linux и изпълнява множество важни фукции. На първо място, Portage контролира софтуера в Gentoo Linux. За да използвате най-новия достъпен софтуер за Gentoo Linux е необходимо да изпълните командата: emerge --sync. Чрез тази команда Portage обновява вашето локално „Portage tree“ използвайки Интернет. Вашето локално „Portage tree“ съдържа пълна колекция от скриптове, която може да бъде използвана от Portage за създаване и инсталиране на най-новите Gentoo пакети. В „Portage tree“ има повече от 8000 пакета, като нови такива се добавят непрекъснато.
Чрез Portage могат да се създават пакети и инсталации. За да инсталирате пакет, трябва да изпълните emerge packagename, след което Portage автоматично създава версия на пакета специално за вас, използвайки вашите настройки, като го оптимизира за вашия хардуер и осигурява използването на всички опции в пакета, които сте поискали да бъдат включени -- а тези нежелани от вас изключени.
Portage също поддържа вашата система актуализирана. Изпълняването на emerge -u world осигурява всички желани от вас пакети да са осъвременени автоматично.

## Характеристики
Неща, включени в най-новата инсталация на Gentoo Linux:
- Поддръжка на x86, AMD64, PowerPC, UltraSparc, Alpha and MIPS процесори
- Базирана на жив диск инсталация за x86, AMD64, PowerPC, UltraSparc and Alpha
- Последните стабилни KDE и GNOME
- Многобройни и оптимизирани Linux ядра /Linux kernel/
- GNU среда за разработчици
- Поддръжка на файловите ситеми: ReiserFS, XFS, ext3, EVMS, LVM
- Поддръжка на хардуер: NVIDIA, Creative Labs Live! and Audigy
- Модуларна OpenGL и компилаторна подсистема (поддържа наличието на различни версии)
- Базирана на зависимости система от инициализиращи скриптове
- Нова „hardened“ Gentoo инициатива за сигурност
- Подобрени Portage способности